# Civico Museo d’Arte Orientale
Das Civico Museo d’Arte Orientale in der oberitalienischen Hafenstadt Triest widmet sich ausschließlich der vorder- und ostasiatischen Kunst und Archäologie.

## Lage
Das Museum liegt in einem historischen viergeschossigen Gebäude in der Via San Sebastiano 1 in der Altstadt von Triest. Es liegt etwa 1 km südlich des Bahnhofs und ist nur ca. 200 m vom Hafen entfernt; das Castello di San Giusto liegt etwa 1 km östlich.

## Geschichte
Das aus dem 18. Jahrhundert stammende Gebäude wurde der Stadt im Jahr 1954 von der Contessa Margherita Nugent geschenkt. Das Museum wurde jedoch erst im März des Jahres 2001 eröffnet.

## Aufteilung
Im Erdgeschoss sind archäologische Funde aus der altindischen (heute in Pakistan) Region Gandhara zu sehen. Das 1. Obergeschoss widmet sich der Seidenstraße und zeigt u. a. frühes chinesisches Porzellan. Das 3. und 4. Obergeschoss sind ausschließlich der japanischen Kunst vorbehalten.